# Appledale (Colombie-Britannique)
Ne doit pas être confondu avec Appledale (Washington).
Appledale est une communauté non incorporée située dans le Sud-Est de la province de Colombie-Britannique, au Canada. Elle se trouve sur les rives de la Slocan, juste au nord de la communauté de Winlaw (en).

## Services
Le bureau de poste de Appledale ouvre le 1er avril 1914 et ferme le 19 avril 1955. Il rouvre à un autre emplacement le 16 novembre 1955, puis il ferme à nouveau le 27 mai 1959.